# Mexico International 2011
Die Mexico International 2011 im Badminton fanden vom 1. Dezember bis zum 4. Dezember 2011 in Nuevo Vallarta statt.

## Sieger und Platzierte
| Disziplin    | Gold                           | Silber                            | Bronze                          |
| ------------ | ------------------------------ | --------------------------------- | ------------------------------- |
| Herreneinzel | Rodrigo Pacheco                | Alistair Casey                    | Lino Muñoz                      |
| Herreneinzel | Rodrigo Pacheco                | Alistair Casey                    | Daniel Paiola                   |
| Dameneinzel  | Victoria Montero               | Monika Fašungová                  | Mariana Ugalde                  |
| Dameneinzel  | Victoria Montero               | Monika Fašungová                  | Luana Vicente                   |
| Herrendoppel | Andrés López Lino Muñoz        | Luíz dos Santos Alex Tjong        | Gabriel Aguilar Job Castillo    |
| Herrendoppel | Andrés López Lino Muñoz        | Luíz dos Santos Alex Tjong        | Andres Quadri Luis Suárez       |
| Damendoppel  | Lohaynny Vicente Luana Vicente | Cynthia González Victoria Montero | Nydia Gonzalez Mariana Ugalde   |
| Damendoppel  | Lohaynny Vicente Luana Vicente | Cynthia González Victoria Montero | Deyanira Angulo Naty Rangel     |
| Mixed        | Andrés López Victoria Montero  | Lino Muñoz Cynthia González       | Job Castillo Aileen Chiñas      |
| Mixed        | Andrés López Victoria Montero  | Lino Muñoz Cynthia González       | Michal Matejka Monika Fašungová |